# Ilulissat (fiord)
Ilulissat – fiord na zachodnim wybrzeżu Grenlandii, do którego spływa jeden z najaktywniejszych lodowców na świecie Sermeq Kujalleq.
W 2004 roku wpisany na listę światowego dziedzictwa UNESCO.

## Fiord i lodowiec
Fiord, nazwany od położonego w pobliżu miasta Ilulissat, leży 250 km za kołem podbiegunowym północnym na zachodnim wybrzeżu Grenlandii. Rozciąga się na długości ok. 40 km, a jego szerokość sięga 7 km.
U jego nasady znajduje się lodowiec Sermeq Kujalleq, jeden z najaktywniejszych na świecie – przemieszcza się z prędkością ok. 19 m dziennie. Jest to jedno z niewielu miejsc gdzie lód grenlandzkiej czapy lodowej – jedynej pozostałości czwartorzędowego lądolodu na półkoli północnej – uchodzi do morza. Najstarsze partie lodu pochodzą sprzed 250 tys. lat i używane są to badań nad zmianami klimatu Ziemi.
Lodowiec Sermeq Kujalleq spływa do fiordu, gdzie się cieli, tworząc góry lodowe. Od lodowca co roku odrywa się 35 km³ lodu, co stanowi ok. 10% wszystkich gór lodowych powstających rocznie na Grenlandii. Góry przemieszczają się przez wody fiordu z prędkością ok. 40 m na dzień i gromadzą się przy wylocie fiordu do morza. Następnie wpływają do zatoki Disko i unoszone są dalej na otwarty ocean, stanowiąc zagrożenie dla żeglugi na północnym Atlantyku. Niektóre z nich docierają nawet na Bermudy.
Badania lodowca i przemieszczającego się we fiordzie lodem prowadzone są od 250 lat.
W 2004 roku fiord został wpisany na listę światowego dziedzictwa UNESCO.

## Stanowiska archeologiczne
U ujścia fiordu znajduje się stanowisko archeologiczne Sermermiut. Odkryto tam ślady bytności ludzkiej poczynając od kultury Saqqaq (2400–900 p.n.e.) przez Dorset (800–100 p.n.e.) po kulturę Thule (od 1200 p.n.e.). Sermermiut było zamieszkane do ok. 1850 roku.
Drugie stanowisko – Qajaa – znajduje się ok. 25 km w głąb fiordu. Odnaleziono tu ślady osadnictwa od czasów kultury Saqqaq do XVIII w.